# 영인산산림박물관
영인산산림박물관은 충청남도 아산시에 있는 공립 박물관이다.

## 연혁
- 2012년 5월 11일 개관.